# Сельски, Джон
Джон Ро́берт Се́льски (англ. John Robert Celski; род. 17 июля 1990) года в г. Монтерее штат Калифорния — американский шорт-трекист, двукратный чемпион мира, призёр Олимпийских игр, мировой рекордсмен на дистанции 500 м.

## Ранние годы
В возрасте 3-х лет Джон начал кататься на роликовых коньках, с четырёхлетнего возраста Сельски занимался конькобежным спортом. В 2002 году стал заниматься шорт-треком. Его мать имела филиппинское происхождение, а отец Роберт Джон Сельски - польское, он выигрывал национальные титулы чемпионата США по конькобежному спорту. 

## Спортивная карьера
В 2008 году Джон был введён в национальную сборную США. Через год, на чемпионате мира в Вене, Сельски выиграл золото на неолимпийской трёхкилометровой дистанции, а в зачёте многоборья расположился на второй позиции. В начале олимпийского сезона американец получил тяжелую травму левой ноги, которую он разрезал коньком на одной из тренировок. Однако он смог быстро восстановиться и войти в состав сборной США, которая отправлялась на Олимпиаду. В Ванкувере Сельски завоевал две бронзы — индивидуальную в забеге на полтора километра и награду аналогичного достоинства в эстафете.
После Олимпиады Сельски прерывал свою карьеру, чтобы завершить обучение. Но перед Олимпиадой в Сочи он вновь вернулся на каток. В начале сезона 2012—2013 Сельски стал первым человеком, который смог показать на полукилометровой дистанции результат быстрее, чем 40 секунд. На этапе в Калгари он преодолел эту дистанцию за 39.937 секунды, установив мировой рекорд.
На Олимпиаде в Сочи Сельски не смог выиграть личных медалей, а в составе эстафетной четвёрки завоевал серебро, уступив только сборной России.